# داما صينية
داما صينية (بالإنجليزية: Chinese checkers)‏هي من الألعاب اللوحية التركيبية يمكن أن يلعب بها لاعبان أو ثلاثة أو أربع أو ست لاعبين ويكونون اما أفرادا أو بشكل زوجي.
نعنبر من الألعاب الحديثة وهي لعبة لها ثمانية مناطق أو اركان.
الهدف من ذلك هو أن تكون الأول في سباق كل القطع على لوحة سداسية - شكل مجلس في «المنزل» - زاوية المنافس المقابل لزاوية المنطلق الأول - باستخدام حركة خطوة واحدة أو عدة حركات وهذا بالقفز فوق القطع الأخرى. يواصل اللاعبون المتبقون اللعبة لتأسيس تصفيات المركزين الثاني والثالث والرابع والخامس والأخير. القواعد بسيطة، حتى الأطفال الصغار يمكنهم اللعب.

## نظرة تاريخية

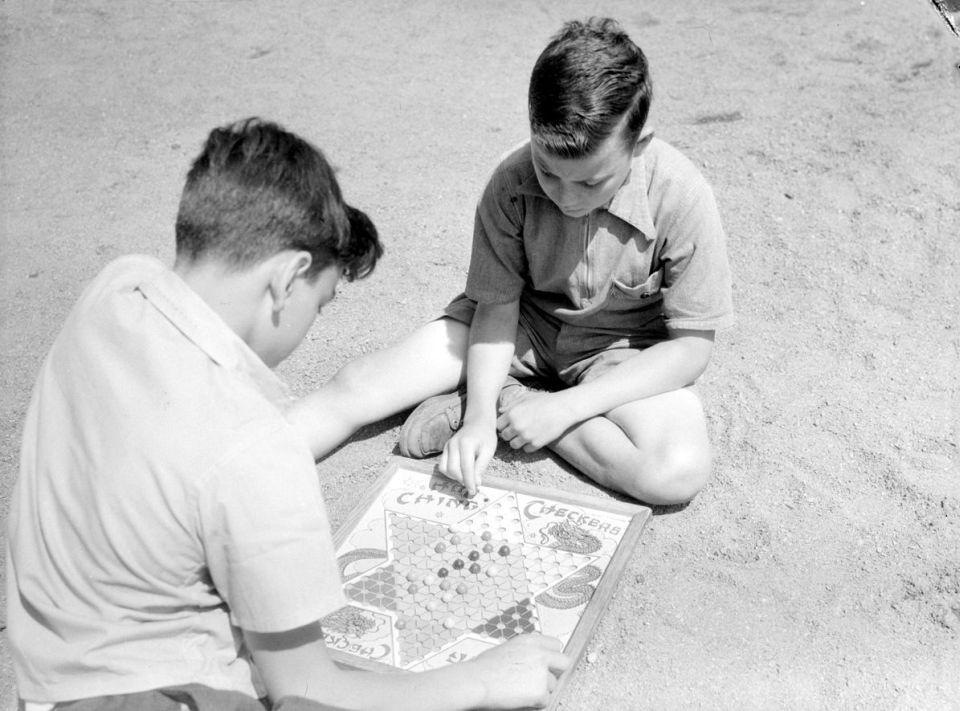
أولاد يلعبون لعبة الداما هوب تشينج، مونتريال، 1942

الداما الصينية ليست لعبة صينية اصيلة وليس لها أي تاريخ كبلد منشأ في أي جزء من اسيا، تم اختراع هذه اللعبة في ألمانيا عام 1892 تحت مسمى ستيرن حلما، وهي تعني باللغة الألمانية النجمة.كبديل للعبة الأمريكية القديمة هالما. اصل كلمة «ستيرن» (بالألمانية النجمة) يعود إلى الشكل النجمي للوحة (على عكس اللوحة المربعة المستخدمة في هالما). تم إطلاق مسمى داما هوب شينج من أمريكا كعلامة تجارية استحدثتها شركة بريسمان التابعة لبيل وجاك بريسمان عام 1928.
من المرجح انها وصلت إلى المناطة الناطقة بالصينية من خلال اليابانيين.
نشأ اسم «لعبة الداما الصينية» في الولايات المتحدة كمخطط تسويقي من قِبل بيل وجاك برسمان في عام 1928.في الأصل أطلقت شركة براسمان توي ‏ على اللعبة اسم "Check Ching Checkers".

## قواعد
والهدف من ذلك هو سباق كل القطع في زاوية النجمة للوصول إلى الجانب الآخر من اللوحة قبل أن يفعل المنافسون نفس الشيء. الزاوية الوجهة تسمى المنزل . يستحوذ كل لاعب على 10 قطع، باستثناء الألعاب بين لاعبين عند استخدام 15 قطعة. (على لوحات نجمية أكبر، يتم استخدام 15 أو 21 قطعة.) 

في «قفزة متقاطعة»، الطريقة الأكثر شيوعًا، يبدأ كل لاعب بقطعه الملونة على واحدة من النقاط الست أو زوايا النجمة ويحاول سبقهم جميعًا إلى المنزل في الزاوية المقابلة. يتناوب اللاعبون عند تحريك قطعة واحدة، إما عن طريق تحريك خطوة واحدة في أي اتجاه إلى مساحة فارغة مجاورة، أو عن طريق القفز على واحدة أو بعدد من القفزات المتتالية المتاحة على قطع مفردة أخرى. لا يجوز للاعب الجمع بين التنقل مع خطوة واحدة - تتكون الخطوة من واحدة أو أخرى. لا يوجد التقاط في لعبة الداما الصينية، لذلك تبقى القطع المؤثرة نشطة وفي اللعب. يتم التبادل في اللعب حسب اتجاه عقارب الساعة حول اللوحة. 

يمكن أن تتكون الخطوة الواحدة من القفزات المتعددة ؛ يجب أن تكون كل قطعة متوقفة بجوارها مباشرة ، ويمكن أن تكون القفزات في أي اتجاه.